# Erik Lilliesköld
Knut Erik Rogerstad Lilliesköld, född den 4 november 1912 i Stockholm, död den 12 maj 2006 i Jönköping, var en svensk ämbetsman. Han tillhörde ätten Lilliesköld.
Lilliesköld avlade studentexamen 1932 och juris kandidatexamen 1939. Han genomförde tingstjänstgöring i Kinda och Ydre domsaga 1939–1943. Lilliesköld blev tillförordnad amanuens vid kammarrätten 1943, amanuens där 1945, extra länsbokhållare i Västmanlands och Uppsala län 1946, taxeringsinspektör i Uppsala län 1948, länsassessor i Göteborgs och Bohus län 1955, biträdande taxeringsintendent där 1956 och taxeringsintendent i Kronobergs län 1960. Han var landskamrerare i Jönköpings län 1968–1971 och länsråd där 1971–1979. Lilliesköld publicerade Handledning för arbetet i taxeringsnämnd (1955, nya upplagor 1958, 1961, 1964 och 1967) med flera skrifter angående skatter och taxering. Han blev riddare av Nordstjärneorden 1965 och kommendör av samma orden 1974. Lilliesköld vilar på Dunkehalla kyrkogård.